# Contra Force
Contra Force (コントラフォース) es un videojuego desarrollado y distribuido por la compañía Konami, en 1992, para la consola Nintendo Entertainment System. Es el tercer juego de la serie Contra publicado para este sistema, tratándose de un spin-off, ya que no sigue la línea argumental de la misma. Lo único que lo liga a la serie es el primer nivel, ambientado en una versión de la ciudad Neo City, pero en el pasado, concretamente en el año 1992. La ficticia ciudad es la misma que la del primer nivel de Contra III: The Alien Wars, aunque allí ésta es representada en el futuro.
El videojuego, originalmente, iba a ser lanzado bajo el nombre Arc Hound (アークハウンド), en Japón, sin tener relación alguna con la serie. Solo un mini póster publicitario fue incluido en algunas revistas japonesas, pero el juego fue cancelado. Sin embargo, al reunir  algunos elementos comunes a la serie Contra, fue rebautizado con el nombre Contra Force, y lanzado finalmente solamente en América.

## Historia
La historia se sitúa en el año 1992, en Neo City (644 años antes de los acontecimientos de Contra III: The Alien Wars). Se centra en un destacamento de fuerzas contraterrorista llamado "Blue Group" (referido en el manual como "C-Force"). El líder del Blue Group, Burns, recibe una llamada telefónica de un informador llamado Fox, quien le comunica que el Jefe del Equipo de Inteligencia está en peligro. Cuando Burns llega a un puerto para encontrar a Fox, se da cuenta de que éste ha sido asesinado, al mismo tiempo que es atacado por un grupo armado desconocido. Con la ayuda de sus compañeros Beans, Iron y Smith, Burns deberá neutralizar a los terroristas y solucionar el problema de la desaparición del Jefe de la Inteligencia.

## Jugabilidad y apartado técnico
El juego fue pionero para la serie en cuanto a poder escoger entre cuatro diferentes personajes: el líder del grupo, Burns, además de Iron, Smith y Beans, cada uno con diferentes clases de armamento y powers ups. Además, el juego permite jugar de modo cooperativo no solamente con un amigo, sino también con la cpu, algo muy inusual en los juegos de NES. Asimismo, es posible cambiar en cualquier momento al personaje, sin necesidad de haber muerto previamente.
En cuanto a los gráficos, se puede afirmar que son bien detallados, tanto en lo que respecta a los escenarios, con partes destruíbles, como a los personajes principales y enemigos. Destacan la buena utilización de la paleta de colores y la fluidez de las animaciones, aun cuando el conjunto de información que el cpu de la NES debe mover, repercute en algunas importantes ralentizaciones. Por su parte, los sonidos son adecuados, al mismo tiempo que la música destaca al utilizar el quinto canal de audio de la NES, produciendo interesantes efectos digitalizados de ciertas percusiones que acompañan las melodías.

## Curiosidades
El juego recibió críticas negativas/mixtas, principalmente por ser distinto al resto de la serie en cuanto a su historia y jugabilidad. Debido a esto, se vendieron pocas unidades, lo cual ha brindado al juego un alto valor para coleccionistas en la actualidad. 
Un bug del juego hace que el personaje salte indefinidamente, mientras el jugador mantiene el botón de salto y Start presionados simultáneamente.
La melodía de la pantalla de selección de personajes, es reutilizada nuevamente en el juego Contra ReBirth.
En el final de la historia, se señala que el problema que produjo la guerra sigue sin resolverse, lo cual permite suponer que habría una secuela, pero debido a las bajas ventas del cartucho, esto no ocurrió.